# Fèlix Urgellès i de Tovar
Fèlix Urgellés et de Tovar (Barcelone, 1845 - 1919) est un peintre et scénographe catalan.

## Biographie

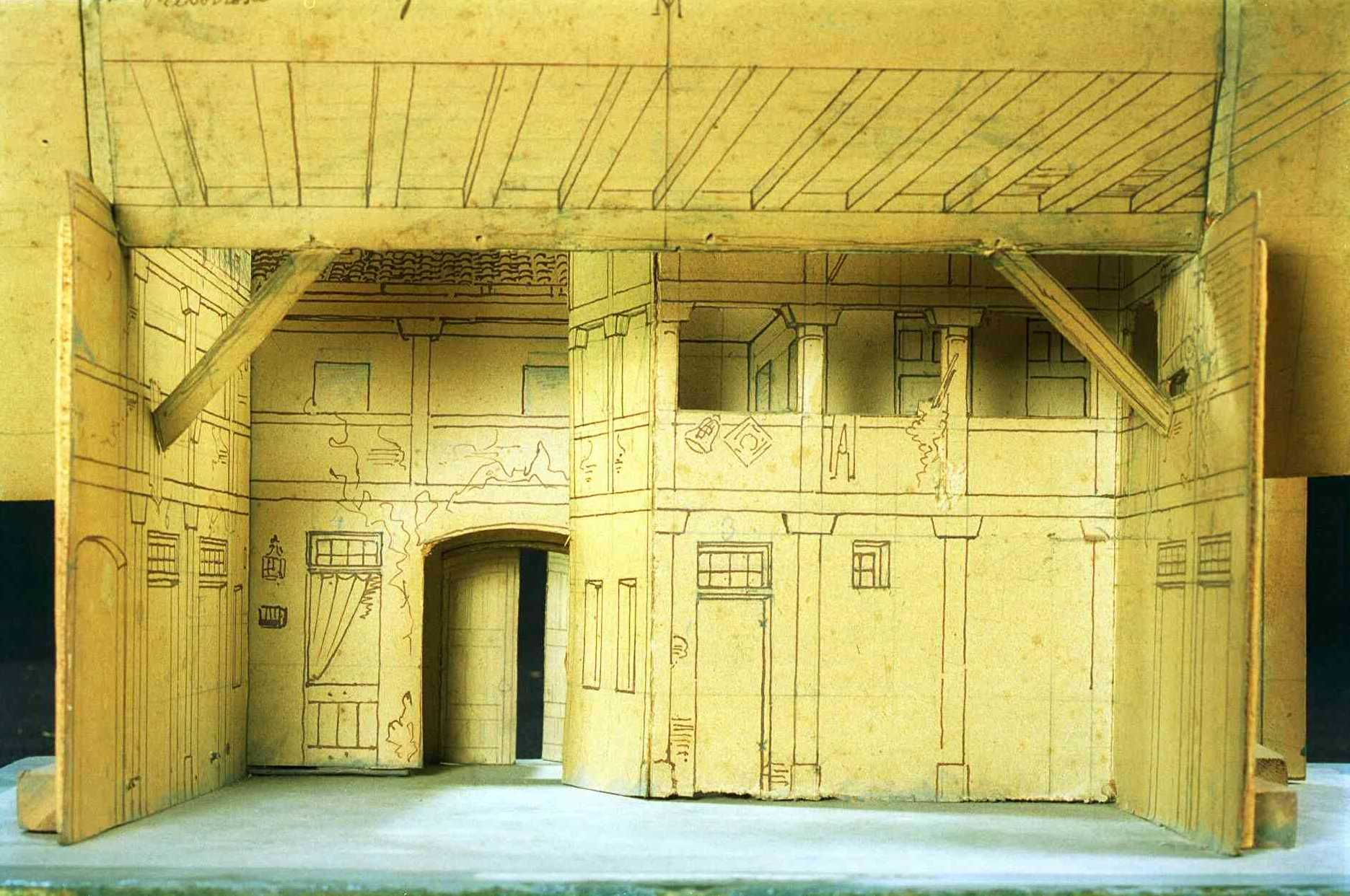
Maquette de scène de Fèlix Urgellès (vers 1880) pour la zarzuela La revoltosa (musique de Ruperto Chapí), conservée au fond scénographique du MAE

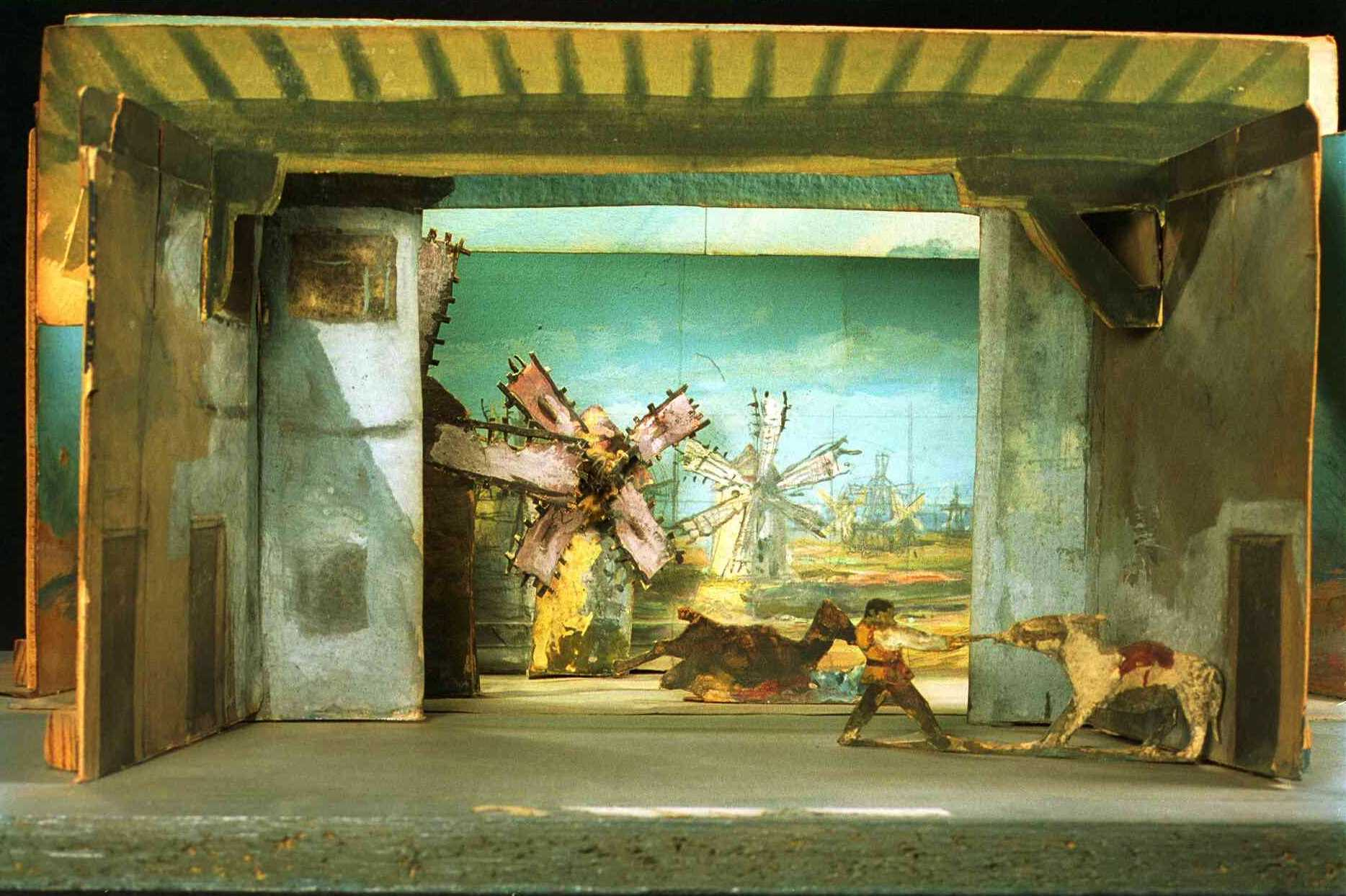
Maquette de scène de Fèlix Urgellès (vers 1905) pour la zarzuela La Venta de don Quijote (musique de Ruperto Chapí), conservée au fond scénographique du MAE

Fèlix Urgellès i de Tovar est le mari de Carme Caminals et Sabater et le père de Josep Maria Urgellés i Caminals. 
Il se forma auprès de Josep Planella, et il se consacra spécialement aux peintures de paysage, remarquables par son traitement des ombres et ses clartés nuancées. Initialement, il se consacra uniquement à la peinture de chevalet, en étudiant les grands maîtres à Madrid (au Musée du Prado), Paris, Londres, Lyon et Seville. Il participa aux expositions nationales des beaux-arts de Madrid en 1871, 1876 et 1878 (il reçut le troisième prix pour A orillas del Ter). Il obtint aussi la reconnaissance avec une médaille à l'exposition des Beaux-arts de 1878, à Gérone. Ensuite, il s’intéressa a la scénographie, séduit qu'il était par les possibilités qu'offraient les dimensions des toiles. Il maintint son style pictural dans ses décors avec ses effets de lumière et d'horizons lointains. De 1881 à 1888, il était l'associé de Miquel Moragas, qui, à partir de 1889, forma une nouvelle société avec son neveu Sauveur Alarme. Il peignit de nombreux décors pour les théâtres de Barcelone, entre autres au Grand théâtre du Liceu, au Principal, au Circ Barcelonès, au Còmic, au Nou, pour des œuvres comme Les montagnes blanches (Vallmitjana), Maria de Magdala (Guimerà), Gisela (Adam) ou Götterdämmerung; il a aussi travaillé comme décorateur à Buenos Aires, La Havane ou au Guatemala. Dans son étude se formèrent d'autres scénographes comme Oleguer Junyent ou le dramaturge Ignasi Iglésias.
Fèlix Urgellès i de Tovar a aussi travaillé en 1881 au Pavelló Imperial Japonés à Barcelone. En 1890, il redécora la boutique du photographe Rafael Areñas, en y appliquant l'esthétique japonaise, tellement en vogue à cette époque. 
Il peignit également des panoramas, en particulier au Panorama Montserrat.